# Lemniscomys striatus
Lemniscomys striatus är en däggdjursart som först beskrevs av Carl von Linné 1758.  Lemniscomys striatus ingår i släktet gräsmöss, och familjen råttdjur. IUCN kategoriserar arten globalt som livskraftig. Inga underarter finns listade i Catalogue of Life. Det svenska trivialnamnet randfläckad gräsmus används för arten.

## Utseende
Arten har en mörkbrun till brun grundfärg på ovansidan. Hos några individer är grundfärgen nära stjärten mera rödaktig eller kanelbrun. På denna grundfärg förekommer en svart längsgående strimma på ryggens mitt samt på varje kroppssida fyra ljusa linjer som bildas av gulaktiga fläckar. Linjernas form varierar mellan olika exemplar och de kan vara otydliga. Det finns en tydlig gräns mot den vita undersidan. Kring ögonen kan det finnas en rödaktig ring. De 15 till 17mm långa öronen är avrundade och täckta av kort rödbrun päls. På svansen finns glest fördelade hår och den mörk på toppen samt ljus på undersidan. Lemniscomys striatus blir 107 till 123 mm lång (huvud och bål), har en 133 till 152 mm lång svans och väger 31 till 48 g.

## Utbredning och habitat
Denna gnagare förekommer i Afrika från Guinea-Bissau i väst till Etiopien och Kenya i öst samt söderut till norra Angola och norra Zambia. Arten saknas däremot i Kongobäckenet. Lemniscomys striatus lever i låglandet och i bergstrakter upp till 1700 meter över havet. Den vistas i mera öppna landskap som öppna skogar, savanner och andra gräsmarker samt odlade områden.

## Ekologi
Individerna lever vanligen ensam eller i par. De äter under den torra perioden främst växtdelar som gräs, frön, frukter och ibland blad. Under regntiden samt under fortplantningstiden blir insekter en betydande del av födan.
Ungdjur föds vanligen i samband med regnfall. Per kull föds 2 till 8 ungar som redan är täckta av några hår. Det strimmiga utseende som är tydligast hos vuxna exemplar kan redan igenkännas. Arten lever sällan längre än ett år.
Arten har många olika naturliga fiender som manguster, rovfåglar och ormar.

## Bildgalleri

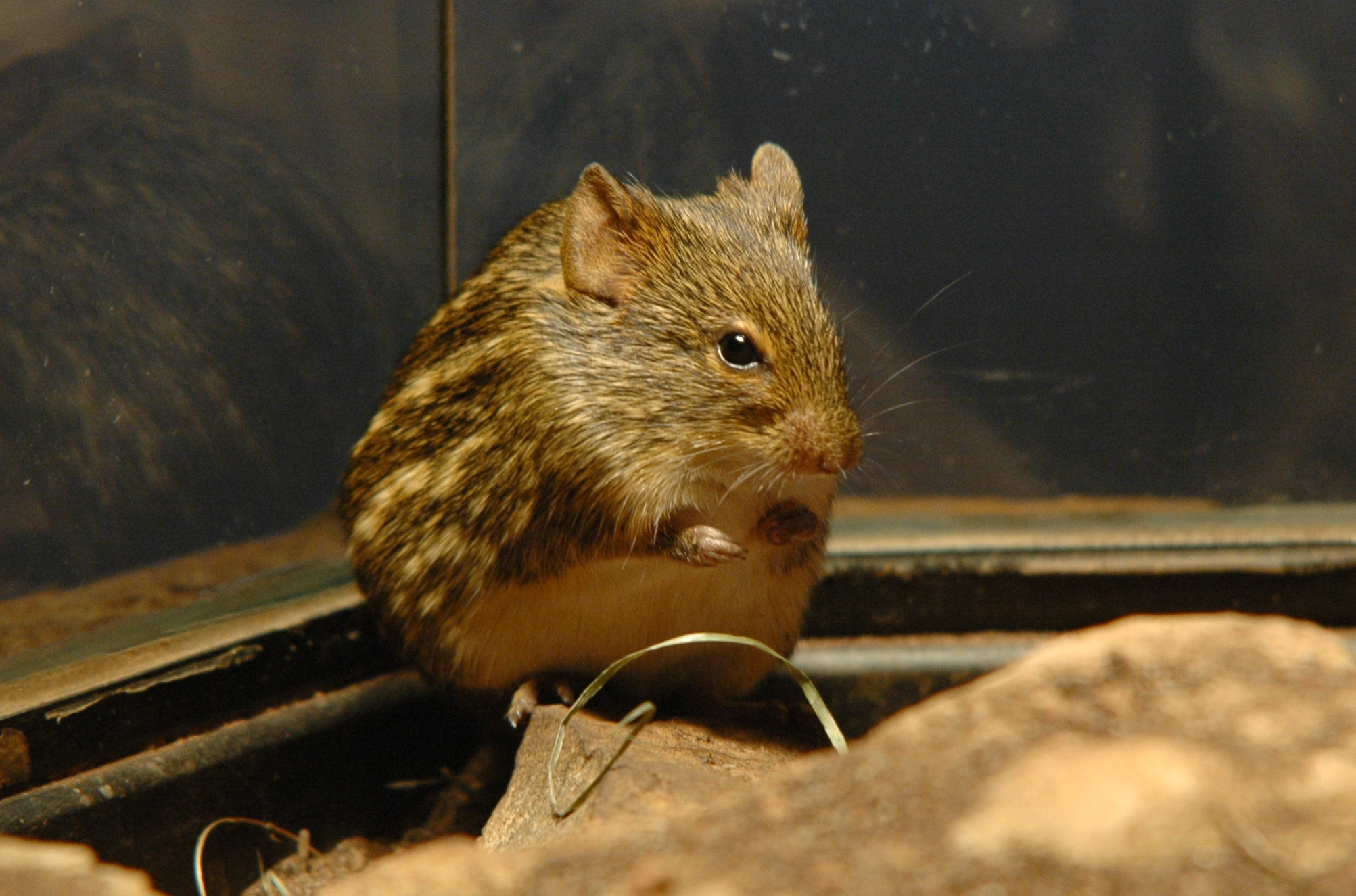
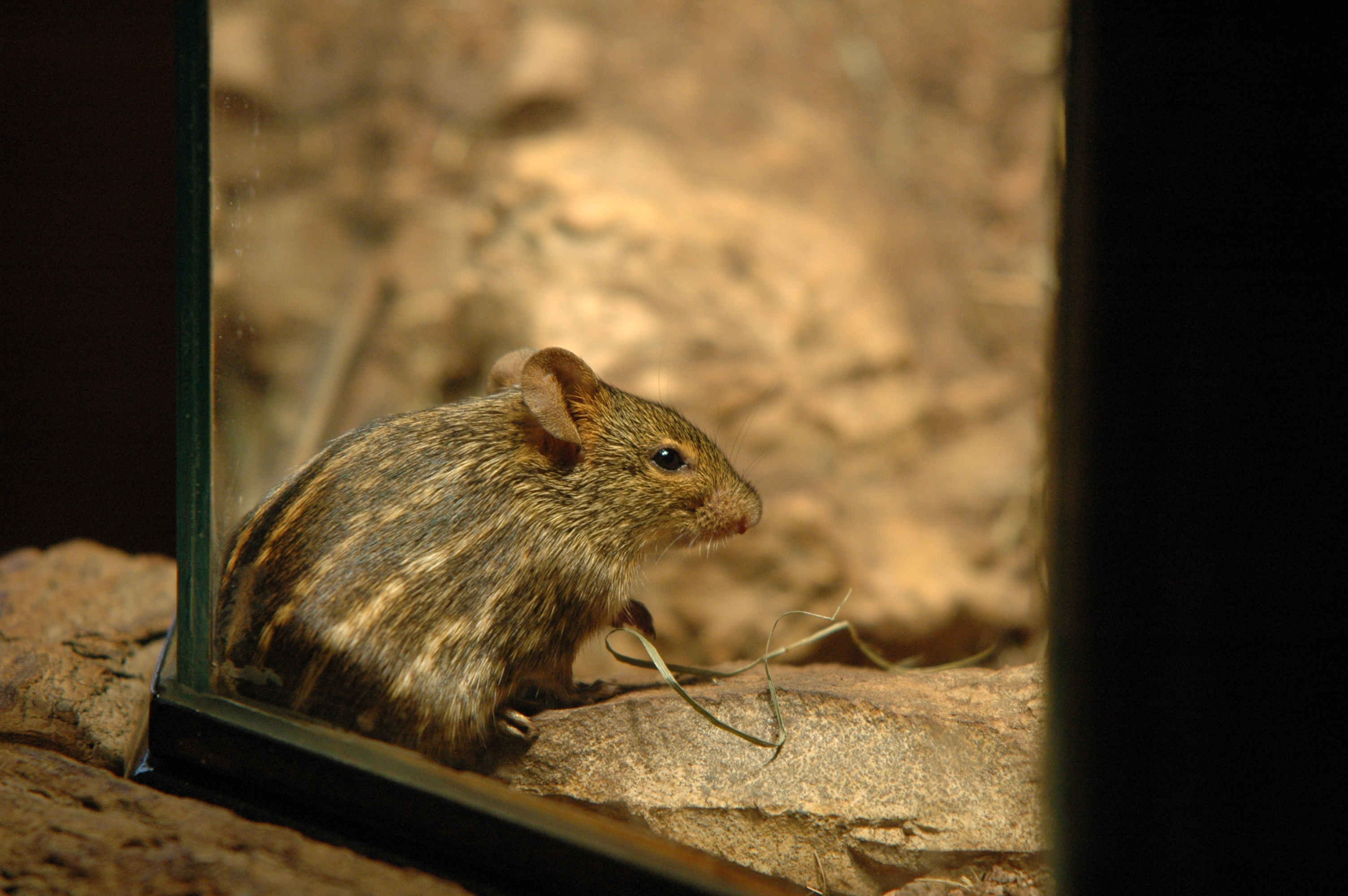
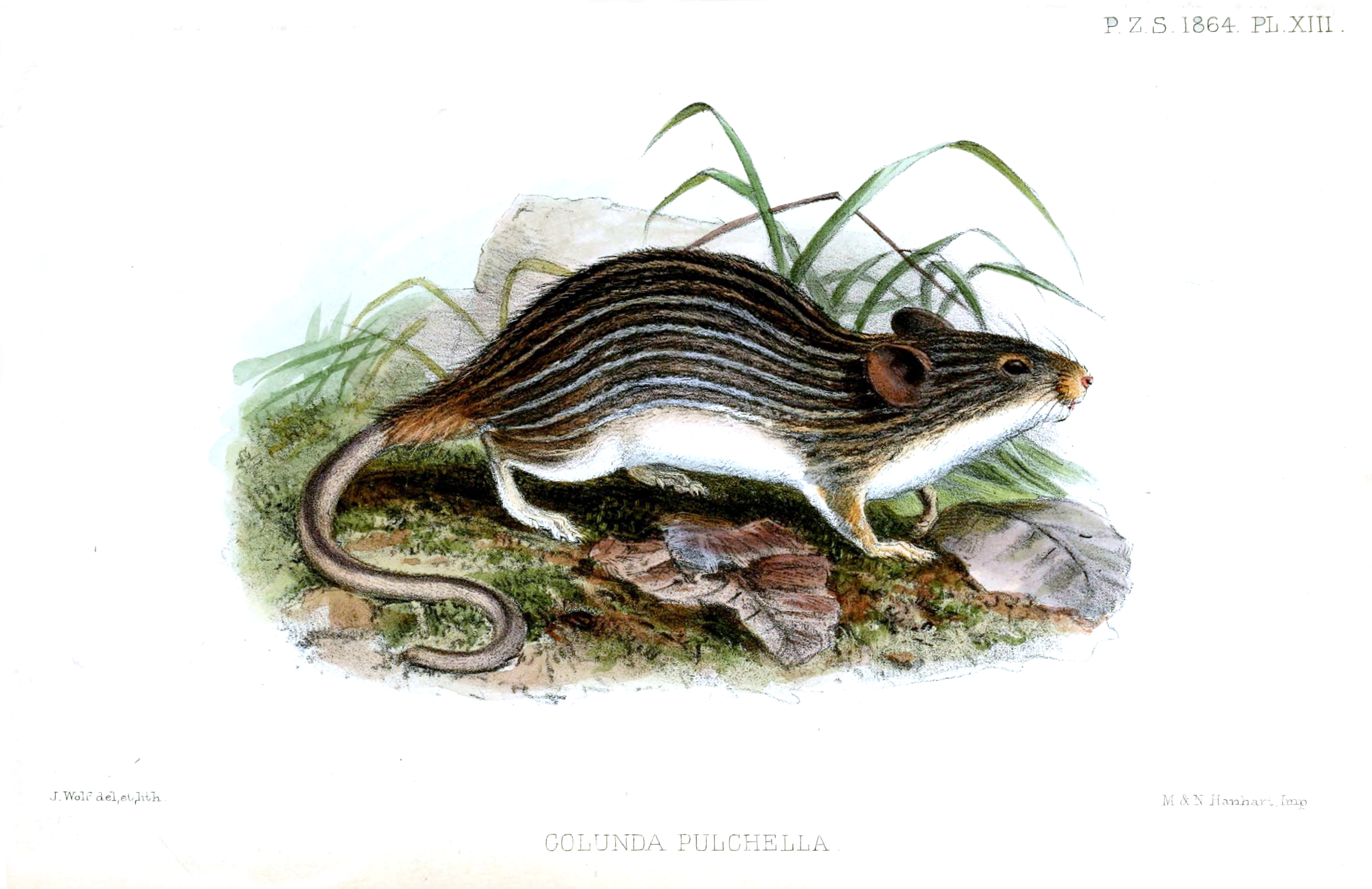